# Municipio Bermejo
Das Municipio Bermejo liegt im Departamento Tarija im südamerikanischen Anden-Staat Bolivien.

## Lage im Nahraum
Das Municipio Bermejo ist das südliche beiden Municipios der Provinz Aniceto Arce. Es grenzt im Norden an das Municipio Padcaya und im Westen, Süden und Osten an die Republik Argentinien.
Der zentrale Ort des Municipios ist die Stadt Bermejo mit 29.459 Einwohnern (Volkszählung 2012) im Zentrum des Municipios.

## Geographie
Das Municipio Bermejo ist eines der südlichsten Municipios Boliviens und liegt am Rande der Anden im Gran Chaco an der Grenze zu Argentinien.
Die durchschnittliche Jahrestemperatur für Bermejo beträgt 21,1 °C, die Monatsdurchschnittstemperaturen schwanken zwischen etwa 14 °C im Juni und Juli, und 26 °C im Dezember und Januar. Die Niederschlagsverteilung ist durch einen halbjährlichen Wechsel von Trockenzeit und Regenzeit gekennzeichnet, die jährliche Niederschlagsmenge beträgt 942 mm. Von Mai bis Oktober herrscht ein trockenes, arides Klima, während vor allem in den Monaten Dezember bis März die Monatsniederschläge 150 mm und mehr betragen.

## Bevölkerung
Die Einwohnerzahl des Municipio Bermejo hat zwischen 1992 und 2024 um ein Drittel zugenommen:
| Jahr | Einwohner | Quelle       |
| ---- | --------- | ------------ |
| 1992 | 27.372    | Volkszählung |
| 2001 | 33.310    | Volkszählung |
| 2012 | 34.400    | Volkszählung |
| 2024 | 36.967    | Volkszählung |

Die Bevölkerungsdichte des Municipio bei der letzten Volkszählung von 2024 betrug 114,1 Einwohner/km², der Anteil der städtischen Bevölkerung war 78,2 Prozent, die Lebenserwartung der Neugeborenen lag bei 65,8 Jahren.
Der Alphabetisierungsgrad bei den über 19-Jährigen beträgt 86 Prozent, und zwar 93 Prozent bei Männern und 79 Prozent bei Frauen (2001).

## Politik
Ergebnisse der Regionalwahlen (concejales del municipio) vom 4. April 2010:
| Wahlberechtigte |  | Stimmen | gültig |  | MAR    | PAN    | MAS-IPSP | C.SOL  | ASI    |
| --------------- |  | ------- | ------ |  | ------ | ------ | -------- | ------ | ------ |
| 21.556          |  | 17.483  | 14.134 |  | 4.446  | 3.334  | 2.839    | 1.758  | 1.757  |
|                 |  | 100 %   | 80,8 % |  | 31,5 % | 23,6 % | 20,1 %   | 12,4 % | 12,4 % |

Ergebnis der Regionalwahlen (elecciones de autoridades políticas) vom 7. März 2021:
| Wahl- berechtigte |  | Wahl- beteiligung | gültige Stimmen |  | UNIDOS POR TARIJA | MAS-IPSP | COMUNIDAD POR TODOS | ISA    | TPT    |
| ----------------- |  | ----------------- | --------------- |  | ----------------- | -------- | ------------------- | ------ | ------ |
| 28.640            |  | 22.569            | 20.571          |  | 8.489             | 8.079    | 2.987               | 411    | 293    |
|                   |  | 78,80 %           | 91,15 %         |  | 41,27 %           | 39,27 %  | 14,52 %             | 2,00 % | 1,42 % |

## Gliederung
Das Municipio untergliedert sich in die folgenden vier Kantone (cantones):
- 06-0202-01 Kanton Bermejo – 5 Ortschaften – 29.925 Einwohner
- 06-0202-02 Kanton Arrozales – 12 Ortschaften – 2.224 Einwohner
- 06-0202-03 Kanton Candaditos – 8 Ortschaften – 1.097 Einwohner
- 06-0202-04 Kanton Porcelana – 11 Ortschaften – 1.154 Einwohner

## Ortschaften im Municipio Bermejo
- Kanton Bermejo
  - Bermejo 29.459 Einw.

- Kanton Arrozales
  - Colonia Linares 843 Einw. – Arrozales 154 Einw. – Barredero 132 Einw.

- Kanton Cadaditos
  - Candado Grande 294 Einw.

- Kanton Porcelana
  - Campo Grande 348 Einw. – Porcelana 61 Einw.